# Cistugo seabrae
Cistugo seabrae är en fladdermusart som beskrevs av Thomas 1912. Cistugo seabrae ingår i släktet Cistugo och familjen läderlappar. Inga underarter finns listade i Catalogue of Life.

## Utseende
Vuxna exemplar är 4,0 till 5,4 cm långa (huvud och bål), har en 3,2 till 4,0 cm lång svans och 3,3 till 3,5 cm långa underarmar. Bakfötterna är 0,5 till 0,6 cm långa och öronen är 1,0 till 1,1 cm stora viktuppgifter saknas. Hos de flesta individer förekommer 2 eller 3 körtlar på varje vinge. Hudflikar på näsan (bladet) saknas och svansen är nästan helt inbäddad i svansflyghuden. Öronen är inte formade som en tratt. På ovansidan är den ganska täta pälsen gulbrun, orangebrun eller gråbrun. Exemplar som har en orangebrun ovansida har en gulorange undersida. Hos övriga populationer är undersidan ljusbrun till vitaktig. Vid höften har håren oftast ljusast. Huvudet kännetecknas av en naken nos med brun hud. Även öronen och vingarna har en medelbrun färg. Jämförd med den andra arten i samma släkte (Cistugo lesueuri) ligger körtlarna på vingarna närmare underarmarna och de är större (undantag är exemplar som saknar körtlar). Svansflyghuden är mer genomskinlig än vingarna. Arten har en diploid kromosomuppsättning med 50 kromosomer (2n=50).

## Utbredning
Denna fladdermus förekommer i sydvästra Angola, västra Namibia och nordvästra Sydafrika. De flesta individerna fångades nära vattenansamlingar i regioner som annars är torra. Några individer observerades när de fångade insekter i fruktträdodlingar.

## Ekologi
För exemplar som upptäcktes i en kyrka antogs att de vilade i kyrktornet. Cistugo seabrae plockar sina byten från blad.

## Bevarandestatus
För beståndet är inga allvarliga hot kända. Antagligen påverkas arten negativ av gruvdrift. IUCN listar den som livskraftig (LC).